# Severny (Rebsorte)
Severnyi ist eine Rotweinsorte, eine interspezifische Neuzüchtung zwischen Seyanets Malengra und einer Amur-Rebe. Die Kreuzung der Hybridrebe erfolgte im Jahr 1936 am Weinbauforschungs-Institut Magaratsch in Rostow am Don in Russland durch Ya. I. Potapenko und E. Zakharova.

## Verbreitung
Sie wird an der Ostküste der USA, z. B. in der Finger-Lakes-Region im Bundesstaat New York, in Russland und Kanada angebaut.

## Synonyme
Severnii, Severny, Severnyi Muskat

## Abstammung
Seyanets Malengra × Vitis amurensis: Die Sorte Seyanets Malengra ist aus einer offenen Abblüte (open pollination) der Sorte Früher Malingre hervorgegangen, wodurch ihre Vatersorte unbekannt ist.
Die bei der Kreuzung verwendete Vitis amurensis Akzession wurde wegen der Frostresistenz eingekreuzt, aus ihr stammt aber auch der gegen den Falschen Mehltau wirksame Resistenzlocus Rpv10.

## Nachkommen
Im VIVC werden aktuell 32 direkte Nachkommen von Severnyi gelistet. Als frostresistente und weibliche Sorte wurde sie als Partner in verschiedenen Kreuzungsansätzen verwendet und direkte Nachkommen gelangten über die Arbeiten von Vilém Kraus in Lednice in die deutschen Zuchtprogramme.
Genetische Markeranalysen konnten zeigen, dass sie Elternteil der Freiburger Züchtungen Solaris und Bronner ist und diesen den Mehltauresistenzlocus Rpv10 vererbt hat.